# Objektifizierung
Objektifizierung ist das Behandeln von Menschen oder Tieren durch Menschen als Objekt bzw. Sache oder Ding (Entmenschlichung), wodurch die Würde als Mensch oder Tier beeinträchtigt, beschädigt oder zerstört werden kann. Sie kommt in vielen Bereichen mit asymmetrischen Machtverhältnissen vor. Beispiele hierfür sind Sklaverei, Schule, Medizin, Tierversuche, Wirtschaft, Geschlechterverhältnis oder Sexualität.

## Kriterien
Objektifizierung kann vorliegen, wenn von folgenden Kriterien eines oder mehrere erfüllt sind:
- Instrumentalisierung, d. h. als Instrument für die Zwecke eines anderen behandeln
- Verleugnung von Autonomie, d. h. einen Mangel an Autonomie und Selbstbestimmung bzw. Souveränität unterstellen
- Trägheit bzw. einen Mangel an Selbsttätigkeit oder Aktivität unterstellen
- Verletzbarkeit bzw. einen Mangel an Integrität und Grenzen unterstellen, weshalb Verletzung oder Zerstörung als zulässig angesehen werden
- Selbstbestimmung oder Selbsteigentum verleugnen, indem Aneignen, Kaufen oder Verkaufen als legitim angesehen werden
- Subjektivität wird verleugnet, indem Erfahrungen, Bedürfnisse und Gefühle nicht als relevant angesehen werden
- Reduzierung auf den Körper oder Körperteile
- Reduzierung auf das Aussehen

Das Vorliegen eines oder mehrerer dieser Kriterien kann entwürdigend sein, muss es aber nicht zwangsläufig, wie Martha Nussbaum in ihrer Analyse zur Objektifizierung zeigt.
Objektifizierung wirkt innerhalb einer Beziehung unter Menschen immer in beide Richtungen, da in einer bestimmten Beziehungskonstellation bzw. einem sozialen Feld immer zugleich gesellschaftliche gewachsene Machtasymmetrien und Habitus vorgegeben sind. Diese ermöglichen, dass ein Mensch einen anderen Menschen objektifizieren kann und erzeugen beim anderen zugleich eine Selbst-Objektifizierung, d. h. der andere verliert das Selbstbewusstsein, ein Subjekt zu sein. Norbert Elias beschreibt dies auch als Eigendynamik einer Etablierten-Außenseiter-Beziehung.

## Bereiche (Beispiele)

### Sklaverei
Indem ein Mensch zum Sklaven wird, verliert er seinen Status Subjekt, wird als Objekt behandelt und verliert zugleich das Selbstbewusstsein, ein Subjekt zu sein.

### Medizin
In der medizinischen Ethik ist es ein wichtiger Anspruch, Patienten nicht als Objekt zu behandeln. Mit der zunehmenden Spezialisierung und Differenzierung im medizinischen System steigen die Anforderungen an die Kommunikation und Sprache in der Medizin als Verständigungsmittel, diagnostisches und therapeutisches Instrument. Hierfür steht auch das neue Schlagwort von der Sprechenden Medizin.

### Tiere
In der Landwirtschaft, der Fleischverarbeitung und bei Tierversuchen kann es zu einer Objektifizierung von Tieren kommen.

### Geschlechterverhältnis
Pierre Bourdieu zeigte, dass in der gegebenen Geschlechterordnung „die Frau als symbolisches Objekt konstituiert“ ist, „dessen Sein (esse) ein Wahrgenommen-Sein (percipi) ist“, also ein Objekt der Wahrnehmung durch Männer und andere Frauen. Entsprechend den Machtasymmetrien der Geschlechter kommt es insofern häufiger zu einer Objektifizierung von Frauen und Sexismus gegenüber Frauen, beispielsweise als Objekt der Bedürfnisse eines Mannes, Säuglings oder  Kindes oder auf gesellschaftlicher Ebene als Objekt der Reproduktionsanforderungen im demographischen Wandel, der Anforderungen an Mutterschaft oder der Anforderungen an Haus- und Familienarbeit. Die Objektifizierung von homosexuellen Männern bzw. Schwulen erfolgt oftmals, indem sie als Frauen und insofern nicht mehr als reale Subjekte, sondern folglich nurmehr als Objekte wahrgenommen oder dargestellt werden. Gleichwohl kann sich Objektifizierung prinzipiell auf beide Geschlechter beziehen.

### Sexualität (sexuelle Objektifizierung)
Im Bereich der Sexualität kann es zur Objektifizierung von Frauen, Männern oder Kindern als symbolisches Objekt der Sexualität kommen. Entsprechend dem persönlichen oder gesellschaftlichen Habitus werden sie dann nicht mehr als Subjekt mit Würde und einer zu achtenden, eigenen Sexualität gesehen, sondern als bloßes Sexualobjekt. Dies kann bis hin zu sexuellem Missbrauch reichen.
Die sexuelle Objektifizierung von Frauen ist so alltäglich, dass sie meist kaum noch bemerkt wird – beispielsweise in der Alltagssprache, in Filmen oder der Werbung. Dabei geht es um die „ständige, arrangierte Darstellung des weiblichen Körpers (oder seiner Teile), die routinemäßig und unter Ausblendung sonstiger menschlicher Eigenschaften abläuft, um andere als Sexobjekt zu erfreuen“. Wo dagegen keine sexuelle Objektifizierung von Frauen vorliegt, steht nicht die angenommene oder reale subjektive Perspektive von beispielsweise Männern, sondern diejenige von der jeweiligen Frau, um die es geht, im Vordergrund, d. h. die Perspektive, als individuelles sexuelles Subjekt selbst individuell „sexuelle Empfindungen zu haben, sich sexy zu fühlen, Spaß am Sex zu haben und damit zu experimentieren“.